# Euryphagus lundii
Euryphagus lundii is een kever uit de familie van de boktorren (Cerambycidae). De wetenschappelijke naam van de soort werd, als Cerambyx lundii, voor het eerst geldig gepubliceerd in 1793 door Fabricius.